# Conrad Hansen
Pour les articles homonymes, voir Hansen.
Conrad Hansen (Lippstadt, 24 novembre 1906 – Hambourg, 22 juin 2002) est un pianiste allemand et important professeur de piano. 

## Biographie
Hansen prend ses premières leçons de piano à huit ans, à Lippstadt et donne son premier concert public deux ans plus tard. Surtout connu pour ses interprétation des œuvres de Ludwig van Beethoven, il se fait une renommée internationale. En 1922, Conrad Hansen est élève d'Edwin Fischer à Berlin, avec qui il a étudié en collaboration avec Grete Sultan. Il fait ses débuts cinq ans plus tard avec l'Orchestre philharmonique de Berlin, sous la direction de Wilhelm Furtwängler. Il joue également avec Eugen Jochum, Willem Mengelberg, Herbert von Karajan et même de Richard Strauss. L'enregistrement de quatrième concerto pour piano de  Beethoven en 1943, avec l'Orchestre philharmonique de Berlin sous la direction de Furtwängler est considéré par les connaisseurs comme de haute volée.
Conrad Hansen acquiert une renommée mondiale en tant qu'artiste et en tant que pédagogue. 
De 1934 à 1945, il est professeur à l'Conservatoire Stern de Berlin. En 1946, il est cofondateur de l'Académie de musique de Detmold, où il est professeur jusqu'en 1960. Il a fondé aussi le Trio Hansen avec Eric Röhn (violon) et Arthur Troester (violoncelle).
En 1960, Hansen succède à Eduard Erdmann au Conservatoire de Hambourg. Des étudiants en provenance d'Allemagne, de Scandinavie, de Russie, du Japon ou des États-Unis viennent à Hambourg rechercher ses conseils. Plus tard, Hansen enseigne à l'Académie de musique de Lübeck, jusqu'à un âge avancé.
Il a reçu la Médaille Johannes Brahms de la ville Hanséatique de Hambourg, comme Günter Wand, Yehudi Menuhin, Felicitas Kukuck et le Hamburger Symphoniker l'ont reçu, et citoyen d'honneur de la ville de Lippstadt. En juin 2004, l'école de musique de la ville de Lippstadt, est nommé école Conrad Hansen, en son honneur.
Hansen a fait pendant les années de guerre un certain nombre d'enregistrements pour Telefunken et pour Société de radiodiffusion du Reich (Reichs-Rundfunk-Gesellschaft ou RRG). Dans les années 1950, Hansen grave une série de disques pour Telefunken (pièces de musique de chambre de Franz Schubert et Antonín Dvořák), puis pour la Deutsche Grammophon (Sonates de Wolfgang Amadeus Mozart, joué sur un Pianoforte) et enfin pour Ariola-Eurodisc (Concertos pour piano nos 1 et 3 de Beethoven). Des enregistrements de l'œuvre de piano de Beethoven, mais aussi des œuvres contemporaines se trouvent au sein des archives de la radio allemande.
Conrad Hansen est l'éditeur des Sonates pour piano de Beethoven pour les éditions Henle.
Il était marié avec la pianiste et claveciniste Eliza Hansen.